# Biduanda elsa
Biduanda elsa är en fjärilsart som beskrevs av Swinhoe. Biduanda elsa ingår i släktet Biduanda och familjen juvelvingar. Inga underarter finns listade i Catalogue of Life.